# Žujince
Žujince (en serbocroata: Žujince / Жујинце; en albanés: Zhunicë) es un pueblo en el municipio de Preševo del distrito de Pčinja de Serbia. Žujince es parte de la zona de Serbia de mayoría albanesa en torno al valle de Preševo.  

## Toponimia
El topónimo del asentamiento proviene del nombre Žujinci, que deriva de žuj (amarillo, amarillento).

## Geografía
Žujince es un pueblo fértil en la llanura de Moravia, por donde discurre el río Preševo.

## Historia
En el espacioso recinto de la iglesia se ubicó un gran asentamiento romano. A principios del siglo XVI, este pueblo contaba con 19 familias cristianas.
En septiembre de 2011, la asamblea de diputados albaneses de Preševo, Bujanovac y Medveđa instó a los albaneses de Serbia a boicotear el censo previsto para octubre de ese año.

## Demografía
La evolución demográfica de Žujince entre 1948 y 2011 fue la siguiente:
| 948                                                 | 1018 | 1068 | 1197 | 1284 | 1405 | 1248 |
| (Fuente: Population of Serbia since Yugoslav times) |      |      |      |      |      |      |

Según el censo de 2002, los albaneses representaban el 95,27% de la población (1189 personas) y los serbios, el 4,16% (54 personas).En el censo yugoslavo de 1961, los albaneses eran el 62,64% de la población local y los serbios, el 33,52%.

## Economía
Las difíciles condiciones económicas y el alto desempleo han obligado a un gran número de familias a buscar una vida mejor fuera del pueblo. 